# Arizona Robbins
Arizona Robbins – fikcyjna postać serialu Chirurdzy, stacji ABC, odgrywana przez Jessicę Capshaw, a stworzona przez Shondę Rhimes.

## Opis postaci
Dr Robbins jest pediatrą. Ukończyła Johns Hopkins School of Medicine w Baltimore. W związku ze śmiercią doktora Jordana Kenleya (w 5. sezonie), podczas reanimacji pacjenta, Richard Webber mianował Arizonę nową szefową oddziału pediatrii. Z początku nielubiana, głównie przez Mirandę Bailey, z czasem, zdobywa zaufanie innych asystentów, a nawet skutecznie namawia Mirandę na specjalizację z pediatrii. Arizona jest bardzo bezpośrednia, wesoła i czasem nawet dziecinna (jeździ w szpitalu na rolkach), lecz to wszystko sprawia, że ma znakomite podejście do dzieci.
Robbins jest lesbijką i pozostaje w związku z dr Callie Torres. Kiedy były mąż Callie, George O’Malley, chce wstąpić do armii, Arizona i Owen są jedynymi, którzy popierają jego decyzję. Callie jest za to wściekła na Arizonę. Dr Robbins tłumaczy jej wówczas, że jej brat, Timothy, był żołnierzem i zginął w Iraku, z powodu braku pomocy medycznej. Imię Arizona nadał jej ojciec na cześć statku USS Arizona, który zatonął w trakcie ataku na Pearl Harbor, na którym służył jej dziadek. Kiedy Callie oświadcza Arizonie, że chce mieć dzieci, ta zdecydowanie odmawia. Skutkuje to rozstaniem pary, lecz w finale 6. sezonu panie ponownie się schodzą.
W siódmym sezonie Arizona dostaje nagrodę Cartera Maddisona, dzięki której ma pojechać do Afryki. Callie chce wyjechać z nią, jednak na lotnisku, Arizona zrywa z dziewczyną i wyjeżdża sama. Po kilku tygodniach wraca, ale Torres nie chcę z nią nawet rozmawiać. Callie pozwala jej zostać pod warunkiem, że Arizona przyjmie wiadomość o dziecku, którego ojcem jest Sloan. Wkrótce potem Callie i Arizona mają poważny wypadek samochodowy (w momencie, gdy Robbins oświadcza się Torres), Callie zostaje poważnie ranna (życie jej i dziecka jest zagrożone). Po wielu operacjach udaje się uratować je obie, a Callie przyjmuje oświadczyny Arizony. Po narodzeniu się Sofii Robbin Sloan Torres, Callie i Arizona biorą ślub, którego udziela Miranda Bailey.
W ósmym sezonie uczy Alexa Kareva, usiłując skłonić go do pozostania w SGH. Kiedy dowiaduje się, że Karev wybrał jednak program chirurgii dziecięcej w Johns Hopkins Hospital w Baltimore, jest na niego wściekła. W finale sezonu Robbins bierze udział w katastrofie lotniczej, w wyniku której giną Lexie Grey i Mark Sloan, a sama Arizona traci nogę.
W sezonie dziewiątym serialu Arizona nie może pogodzić się ze swoim kalectwem. Przez kilka miesięcy nie potrafi nawet uprzejmie porozumiewać się z ludźmi, w tym z Callie. Miranda podstępem ściąga ją do szpitala, aby Arizona przypomniała sobie, jak cudowne jest dla lekarza pomaganie chorym. Kobieta zgadza się zacząć używać protezy, zaczyna myśleć o powrocie do pracy. Relacje między nią a Callie stają się dużo lepsze, jednak Arizona wciąż czuje się nieatrakcyjna i ma opory przed uprawianiem seksu z partnerką. Pod koniec sezonu zdradza Callie ze dr Lauren Boswell, która przyjechała do Grey Sloan Memorial Hospital by zoperować twarz małego pacjenta. Przyznaje się do zdrady i razem z Callie decydują się na separację.
W sezonie dziesiątym Arizona spotyka się ze stażystką. Romans jest krótkotrwały i Callie postanawia wybaczyć Robbins i pozwala jej wrócić do domu. Arizona przyznaje się do romansu, a gdy w szpitalu pojawia się anonimowe zgłoszenie dotyczące nieprawidłowych związków między przełożonymi i pracownikami myśli, że chodzi o nią. Okazuje się, że stażystka, z którą miała romans, zarzuca Callie odsunięcie od operacji z zazdrości. Między Arizoną i Torres wszystko jednak zaczyna się układać. Kupują nowy dom i planują kolejne dziecko. Okazuje się jednak, że Callie nie jest w stanie urodzić dziecka przez zrosty, jakie powstały w jej macicy po wypadku samochodowym. Arizona proponuje, że to ona zajdzie w ciążę, jednak Callie nie chce tak bardzo obciążać ich związku, który wciąż jest dość kruchy. Zaczynają rozważać zatrudnienie surogatki.
W sezonie 11. Arizona dostaje propozycje uczenia się od lekarki prenatalnej. Wiązałoby się to z powrotem do szkoły i poświęceniem temu dużej ilości czasu. Jest to dla niej ważniejsze niż posiadanie kolejnego dziecka, co było zaskoczeniem dla Callie. Kobiety rozpoczynają terapię małżeńską. Terapeutka sugeruje chwilową separację, z czym Arizona się zgadza. Ostatecznie kobiety rozwodzą się. Robbins dowiaduje się, że dr Nicole Herman, od której się uczy niedługo umrze i chce przed śmiercią przekazać jej swoją wiedzę z chirurgii prenatalnej i uczynić ją swoją następczynią. Arizona kradnie jej dokumentację medyczną i przekazuje Amelii Shepherd. Amelia decyduje się usunąć guza; operacja kończy się sukcesem, jednak lekarka traci wzrok.
Pod koniec 12. sezonu Callie postanawia wyjechać do Nowego Jorku ze swoją dziewczyną, Penny Blake i chce zabrać ze sobą Sofię. Arizona wścieka się na Callie, że podjęła decyzję bez porozumienia się z nią. Nie chce być oddzielona od córki, więc pod wpływem impulsu zatrudnia prawniczkę, aby ta pomogła jej zdobyć pełne prawa do opieki nad Sofią. Po ciężkiej batalii w sądzie Arizona wygrywa sprawę. Dochodzi jednak do wniosku, że miały szansę dobrze to rozwiązać i nie wykorzystały jej. Dzieli się opieką nad córką, ponieważ uważa, że Sofia zasługuje na to, żeby mieć dwie szczęśliwe mamy.
W 13. sezonie spotyka się z lekarką Elizą Minnick, ale ta po tym jak zostaje zwolniona ze szpitala, pod koniec sezonu, wyjeżdża bez słowa.
W 14. sezonie jest w związku z ginekolog Cariną DeLucą, siostrą Andrew, która prowadzi w Grey-Sloan Memorial badanie na temat kobiecych orgazmów. W tym czasie do Seattle wraca Sofia, ponieważ bardzo tęskniła za Arizoną. Ostatecznie rozstaje się z Cariną i wyjeżdża do Nowego Jorku, aby tam otworzyć z Nicole klinikę "Robbins-Herman Center".